# Фидуциарный управляющий
Фидуциарный управляющий — физическое или юридическое лицо (фирма, банк, финансовая организация), ведущее фидуциарную деятельность, то есть принявшее в управление активы (денежные средства, имущество, ценные бумаги) или информацию как доверенный агент для принципала (акционера, клиента, совладельцев).
Фидуциарный управляющий обязан проявлять лояльность, прозрачность своих действий для принципала, послушание, усердие и учёт всех денежных и других средств, которые переданы ему в управление.
Фидуциарный управляющий не должен использовать своё положение и доверие для личного обогащения за счёт принципала. Закон требует от такого управляющего проявлять высшую степень заботы и проявления доброй воли в содержании, развитии, приумножении и сохранении доверенных активов и прав, и возлагает на него убытки, полученные в результате фидуциарного управления, и штрафы за злоупотребление доверием принципала.